# Bitka na rijeci Fei
Bitka na rijeci Fei ili Feishuiu (kineski: 淝水之戰 / 淝水之战, pinyin: Féishŭi zhī zhàn) se odigrala 383. godine između snaga sjeverne kineske države Raniji Qin pod Di carem Fu Jiānom (苻堅) na jednoj, te kineskih snaga Istočne dinastije Jin na drugoj strani Rijeka Fei na kojoj se bitka odigrala više ne postoji, ali povjesničari vjeruju da je prolazila kroz Lu'an u današnjoj pokrajini Anhui, kraj rijeke Huai.
God. 379., vladar države Raniji Qin, Fu Jian je napao područja Istočne dinastije Jin osvojivši strateški važan grad Xiangyang. Četiri godine kasnije snage dinastije Jin su pokušale povratiti grad, ali bez uspjeha. Na to je Fu Jian odlučio ujediniti Kinu pod svojom vlašću i poveo je veliku vojsku sastavljenu od mnogih naroda pod njegovom vlašću južno u dolinu Žute rijeke. 
Iako su snage dinastije Jin bile brojčano nadjačane 10:1, nanijele su katastrofalan poraz vojsci Fu Jiana. Nisu sačuvani potpuno pouzdani podaci o samoj bitci, ali jedna verzija navodi kako je Fu Jian nakon osvajanja grada Shouyanga (壽陽, današnji Lu'an) pomislio kako može ostvariti brzu pobjedu i ostavio je glavinu vojske u Xiangchengu povevši samo oko 8.000 laganih konjanika. Ispred je poslao zarobljenog službenika Zhu Xua (朱序) da uvjeri Jin generala Xie Shia (謝石) na predaju. No, vjerni službenik je dojavio Xie Shiju kako Fu Jian vodi tek dio svoje vojske i savjetovao mu da napadne prethodnicu kako bi osakatio neprijatelja; što je ovaj i učinio. Nakon toga su se postrojbe dinastije Jin postrojile tako široko na istoku rijeke Fei da su odavale dojam kako su ravne snagama Fu Jiana na zapadnoj obali rijeke. Jin general Xie Xuan je poslao glasnika generalu Fu Rongu predlažući da se snage Ranijeg Qina povuku malo natrag na zapad kako bi Jin snage mogle preći rijeku i započeti boj. Iako su se mnogi generali pobunili protiv ovoga, Fu Jian je u saglasnosti s Fu Rongom odlučio pristati, želeći napasti snage dinastije Jin dok prelaze rijeku i dok su im snage prepolovljene. No, kada su se snage Ranijeg Qina počele povlačiti unaprijed raspoređeni plaćenici su počeli unositi nered među njihove redove puštajući glasine kako je povlačenje stvarno i prouzrokovano ranijim pobjedama vojski dinstije Jin. Uto je Zhu Xu povikao kao je Qin vojska pobjeđena, na što su Jin generali Xie Yan (謝琰) i Huan Yi (桓伊) poveli svoje vojske preko rijeke u otvoreni napad. Uslijedilo je potpuno rasulo Qin snaga, usprkos pokušajima Fu Ronga da se vojska okrene i suprotstavi nadirućim snagama Jina, na što je njegov konj pao i pregazili su ga snage Jina. Pretpostavlja se kako je u bijegu koji je uslijedio oko 70 do 80% snaga Ranijeg Qina stradalo, što u bitkama, što od gladi i izloženosti elementima.
Bitka na rijeci Fei se smatra jednom od najvažnijih bitaka u povjesti Kine. Nakon bitke je u državi Raniji Qin došlo do građanskog rata koji je s vremenom doveo do njezina uništenja, dok su se s druge strane dinastija Jin i druge kineske države južno od rijeke Yangtze mogle u relativnom miru nastaviti razvijati sljedećih desetljeća.

## Vanjske poveznice
- Battle of Feishui (engl.)